# T.J. Carter
Marc Antonio Carter (nacido el 22 de mayo de 1985 en Mechanicsville (Maryland)) es un jugador de baloncesto estadounidense  que pertenece a la plantilla del Asociación Atlética Quimsa. Con 1,92 metros de estatura, juega en la posición de escolta.

## Trayectoria deportiva
Marc Antonio Carter llegó a Europa para jugar en Alemania en las filas del Dusseldorf, dónde jugaría más tarde en las filas del Phoenix Hagen. Más tarde, jugaría en Chipre y desarrollaría gran parte de su carrera en Grecia.
En 2015, firma con el AEK Atenas tras realizar una buena temporada con el PAOK B.C.